# Catedral de Cristo Salvador (Bania Luka)
La Catedral de Cristo Salvador (en serbocroata: Саборни Храм Христа Спаситеља, romanizado: Saborni Hram Hrista Spasitelja) es una iglesia ortodoxa serbia ubicada en Bania Luka, República Srpska, Bosnia y Herzegovina.
Una iglesia de la Santísima Trinidad fue construida durante la Yugoslavia de entreguerras en el centro de Banja Luka. La construcción de la iglesia duró de 1925 a 1929, y fue consagrada solemnemente el Día de la Salvación de 1939. Durante el bombardeo alemán del 12 de abril de 1941, la iglesia fue alcanzada y la sección del altar (ábside) resultó significativamente dañada. En mayo del mismo año, los ustashas declararon la iglesia como un "montículo de la ciudad" y ordenaron a los serbios, judíos y romaníes que la demolieran por completo, ladrillo a ladrillo.
Durante la época del gobierno comunista en Yugoslavia, se erigió en su lugar el monumento a los soldados caídos. El mencionado monumento a los soldados caídos se trasladó a un lugar cercano en 1993, en el momento en que los líderes de Banja Luka en tiempos de guerra cambiaron el nombre de la mayoría de las calles, escuelas e instituciones. La erección de la nueva iglesia comenzó en 1993 cuando se consagraron los cimientos. Este acto solemne fue realizado por el patriarca Pablo II de Serbia con los obispos y el clero de la Iglesia ortodoxa serbia. La iglesia fue reconstruida con el nombre de Catedral de Cristo Salvador, porque, mientras tanto, se ha construido otra iglesia consagrada en nombre de la Santísima Trinidad en Banja Luka (1963-1969), como monumento a la demolida.
La catedral está construida con piedra travertino roja y amarilla, originaria de Mesopotamia, cuya calidad (excavación y procesamiento) está certificada por el Prof. Dr. Bilbija, experto del Instituto de Pruebas de Materiales de Belgrado. Está construida con un muro de tres capas: piedra, hormigón armado, ladrillo. Las cúpulas están cubiertas con acero inoxidable dorado, traído de Siberia. Los trabajos de construcción exterior del templo finalizaron el 26 de septiembre de 2004, cuando también se celebró la primera liturgia. La liturgia fue celebrada por 8 obispos con el clero y los diáconos de la diócesis de Banja Luka, con la presencia de decenas de miles de creyentes. Mosaico en curso por el profesor Duro Radlovica.
La iglesia actual es arquitectónicamente idéntica a la anterior y es el edificio religioso más alto de Banja Luka, con un campanario de 47 metros de altura y una cúpula de 22,5 metros. El Templo del Obispo fue consagrado por el Obispo Ephrem el Día de la Salvación en 2009.
Con motivo del 20º aniversario de la fundación y la celebración del Día de la República Srpska, el Patriarca Irinej celebró la Santa Liturgia Bendecida en la iglesia el 9 de enero de 2012.